# Kate & Anna McGarrigle
| Recensione       | Giudizio        |
| ---------------- | --------------- |
| AllMusic         | [ 1 ]           |
| Robert Christgau | A               |
| Sputnikmusic     | 4.0 (Excellent) |

Kate & Anna McGarrigle è il primo album discografico a nome delle sorelle canadesi Kate & Anna McGarrigle, pubblicato dalla casa discografica Warner Bros. Records nel 1975.

## Tracce
Lato A
1. Kiss and Say Goodbye – 2:46 (Kate McGarrigle)
2. My Town – 2:56 (Anna McGarrigle)
3. Blues in D – 2:42 (Kate McGarrigle)
4. Heart Like a Wheel – 3:09 (Anna McGarrigle)
5. Foolish You – 3:01 (Wade Hemsworth)
6. (Talk to Me Of) Mendocino – 3:08 (Kate McGarrigle)

Lato B
1. Complainte pour Ste-Catherine – 2:45 (Anna McGarrigle, Philippe Tatartcheff)
2. Tell My Sister – 3:36 (Kate McGarrigle)
3. Swimming Song – 2:26 (Loudon Wainwright III)
4. Jigsaw Puzzle of Life – 2:29 (Anna McGarrigle)
5. Go Leave – 3:18 (Kate McGarrigle)
6. Travelling on for Jesus – 2:41 (Tradizionale; adattamento di Frederick McQueen (of the Bahamas))

## Musicisti
Kiss and Say Goodbye
- Kate McGarrigle - pianoforte, voce
- Anna McGarrigle - voce
- David Spinoza - chitarra
- Greg Prestopino - chitarra
- Lowell George - chitarra
- Hugh McCracken - chitarra
- Bobby Keys - sassofono tenore (solo)
- Tony Levin - basso
- Stephen Gadd - batteria
- Trevor Lawrence - arrangiamento strumenti a fiato

My Town
- Anna McGarrigle - pianoforte, voce
- Kate McGarrigle - voce
- Tony Rice - chitarra
- Joel Tepp - armonica
- David Grisman - mandolino
- Tony Levin - basso
- Stephen Gadd - batteria

Blues in D
- Kate McGarrigle - pianoforte, voce
- Amos Garrett - chitarra
- Joel Tepp - clarinetto
- Red Callender - basso

Heart Like a Wheel
- Kate McGarrigle - chitarra, voce
- Anna McGarrigle - banjo, voce
- Janie McGarrigle - dow, organo, voce

Foolish You
- Anna McGarrigle - button accordion, voce
- Kate McGarrigle - banjo, voce
- Dane Lanken - voce
- Chaim Tannenbaum - chitarra, voce
- Jay Unger - fiddle
- Greg Prestopino - pianoforte

(Talk to Me Of) Mendocino
- Kate McGarrigle - pianoforte, voce
- Anna McGarrigle - voce
- Michael Small - arrangiamento orchestra

Complainte pour Ste-Catherine
- Anna McGarrigle - pianoforte, voce
- Kate McGarrigle - button accordion, voce
- David Spinoza - chitarra
- Greg Prestopino - chitarra
- Andrew Gold - chitarra
- Jay Unger - fiddle
- Floyd Gilbeau - fiddle
- Joel Tepp - armonica
- Chaim Tannenbaum - armonica
- George Bohanon - arrangiamento strumenti a fiato
- Tony Levin - basso
- Stephen Gadd - batteria
- Densil Lang - percussioni

Tell My Sister
- Kate McGarrigle - pianoforte, voce
- Anna McGarrigle - voce
- Michael Small - arrangiamenti orchestra
- Plas Johnson - sassofono alto (solo), clarinetto
- Russ Kunkel - batteria
- Greg Prestopino, Chaim Tannenbaum e Peter Weldon - oohs and aahs

Swimming Song
- Kate McGarrigle - banjo, voce
- Anna McGarrigle - button accordion, voce
- Peter Weldon - banjo, voce
- Chaim Tannenbaum - chitarra, voce
- Jay Unger - fiddle
- Dane Lanken - voce

Jigsaw Puzzle of Life
- Anna McGarrigle - pianoforte, voce
- Kate McGarrigle - banjo, voce
- David Grisman - mandolino
- Nick DeCaro - accordion
- Tony Levin - basso
- Stephen Gadd - batteria

Go Leave
- Kate McGarrigle - chitarra, voce

Travelling on for Jesus
- Kate McGarrigle - pianoforte, voce
- Anna McGarrigle - voce
- Lowell George - chitarra acustica, chitarra elettrica
- Tony Levin - basso
- Stephen Gadd - batteria
- Chaim Tannenbaum - percussioni
- Peter Weldon - percussioni
- Dimmy Dimbuster - percussioni
- Densil Lang - percussioni

Note aggiuntive
- Joe Boyd e Greg Prestopino - produttori
- Registrazioni effettuate al A&R Studios di New York ed al Sunwest Studios di Hollywood (California)
- John Wood - ingegnere delle registrazioni e del mixaggio
- Dennis Dragon - mixaggio
- Roger Mayer - mixaggio
- Masterizzato al Kendun Recorders di Burbank (California)
- Gail Kenney - fotografia copertina frontale album
- Benno Friedman - fotografia retrocopertina album
- Ira Friedlander - design album[7]